# Gran Premio di Svezia
Il Gran Premio di Svezia, che ebbe la sua prima edizione il 6 agosto 1933, fu valido per il campionato mondiale di Formula 1 dal 1973 fino al 1978.

## Storia
Negli anni trenta furono disputate due gare denominate Gran Premio di Svezia estivo, mentre un'altra competizione, disputata sulla neve, denominata Gran Premio invernale di Svezia, non va confusa con la gara in circuito. Le sei edizioni valide per il mondiale di Formula 1 si tennero tutte sul circuito di Anderstorp. Dopo la tragica morte di Ronnie Peterson, avvenuta per i postumi di un incidente accaduto nel Gran Premio d'Italia 1978 a Monza e la successiva morte per cancro di Gunnar Nilsson, l'interesse degli svedesi per le gare di Formula 1 crollò e si ritenne improduttivo programmare altri Gran Premi in Svezia.

## Albo d'oro
| Anno | Circuito     | Piloti                        | Vettura            | Resoconto |
| ---- | ------------ | ----------------------------- | ------------------ | --------- |
| 1933 | Norra Vram   | Antonio Brivio                | Alfa Romeo         | Resoconto |
| 1949 | Skarpnäck    | Prince Bira                   | Maserati           | Resoconto |
| 1952 | Skarpnäck    | Gunnar Carlsson               |                    | Resoconto |
| 1953 | Skarpnäck    | Erik Lundgren                 |                    | Resoconto |
| 1955 | Kristianstad | Juan Manuel Fangio            | Mercedes-Benz      | Resoconto |
| 1956 | Kristianstad | Phil Hill Maurice Trintignant | Ferrari            | Resoconto |
| 1957 | Kristianstad | Jean Behra Stirling Moss      | Maserati           | Resoconto |
| 1967 | Karlskoga    | Jackie Stewart                | Matra-Ford         | Resoconto |
| 1973 | Anderstorp   | Denny Hulme                   | McLaren-Ford       | Resoconto |
| 1974 | Anderstorp   | Jody Scheckter                | Tyrrell-Ford       | Resoconto |
| 1975 | Anderstorp   | Niki Lauda                    | Ferrari            | Resoconto |
| 1976 | Anderstorp   | Jody Scheckter                | Tyrrell-Ford       | Resoconto |
| 1977 | Anderstorp   | Jacques Laffite               | Ligier-Matra       | Resoconto |
| 1978 | Anderstorp   | Niki Lauda                    | Brabham-Alfa Romeo | Resoconto |

## Statistiche
Statistiche relative alle gare valide per il Campionato mondiale di Formula 1.

### Vittorie per pilota
| Pos. | Pilota          | Vittorie |
| ---- | --------------- | -------- |
| 1    | Jody Scheckter  | 2        |
| =    | Niki Lauda      | 2        |
| 3    | Denny Hulme     | 1        |
| =    | Jacques Laffite | 1        |

### Vittorie per costruttore
| Pos. | Costruttore | Vittorie |
| ---- | ----------- | -------- |
| 1    | Tyrrell     | 2        |
| 2    | McLaren     | 1        |
| =    | Ferrari     | 1        |
| =    | Ligier      | 1        |
| =    | Brabham     | 1        |

### Vittorie per motore
| Pos. | Motore        | Vittorie |
| ---- | ------------- | -------- |
| 1    | Ford Cosworth | 3        |
| 2    | Ferrari       | 1        |
| =    | Matra         | 1        |
| =    | Alfa Romeo    | 1        |

### Pole position per pilota
| Pos. | Pilota             | Pole |
| ---- | ------------------ | ---- |
| 1    | Mario Andretti     | 2    |
| 2    | Ronnie Peterson    | 1    |
| =    | Patrick Depailler  | 1    |
| =    | Vittorio Brambilla | 1    |
| =    | Jody Scheckter     | 1    |

### Pole position per costruttore
| Pos. | Costruttore | Pole |
| ---- | ----------- | ---- |
| 1    | Lotus       | 3    |
| 2    | Tyrrell     | 2    |
| 3    | March       | 1    |

### Pole position per motore
| Pos. | Motore        | Pole |
| ---- | ------------- | ---- |
| 1    | Ford Cosworth | 6    |

### Giri veloci per pilota
| Pos. | Pilota            | GPV |
| ---- | ----------------- | --- |
| 1    | Niki Lauda        | 2   |
| =    | Mario Andretti    | 2   |
| 3    | Denny Hulme       | 1   |
| =    | Patrick Depailler | 1   |

### Giri veloci per costruttore
| Pos. | Costruttore | GPV |
| ---- | ----------- | --- |
| 1    | Lotus       | 2   |
| 2    | McLaren     | 1   |
| =    | Tyrrell     | 1   |
| =    | Ferrari     | 1   |
| =    | Brabham     | 1   |

### Giri veloci per motore
| Pos. | Motore        | GPV |
| ---- | ------------- | --- |
| 1    | Ford Cosworth | 4   |
| 2    | Ferrari       | 1   |
| =    | Alfa Romeo    | 1   |

### Podi per pilota
| Pos. | Pilota            | Podi |
| ---- | ----------------- | ---- |
| 1    | Niki Lauda        | 3    |
| 2    | Ronnie Peterson   | 2    |
| =    | Jody Scheckter    | 2    |
| =    | Patrick Depailler | 2    |
| =    | Carlos Reutemann  | 2    |
| 6    | Denny Hulme       | 1    |
| =    | François Cevert   | 1    |
| =    | James Hunt        | 1    |
| =    | Clay Regazzoni    | 1    |
| =    | Jochen Mass       | 1    |
| =    | Jacques Laffite   | 1    |
| =    | Riccardo Patrese  | 1    |

### Podi per costruttore
| Pos. | Costruttore | Podi |
| ---- | ----------- | ---- |
| 1    | Tyrrell     | 5    |
| 2    | Ferrari     | 4    |
| 3    | McLaren     | 2    |
| =    | Lotus       | 2    |
| =    | Brabham     | 2    |
| 6    | Hesketh     | 1    |
| =    | Ligier      | 1    |
| =    | Arrows      | 1    |

### Podi per motore
| Pos. | Motore        | Podi |
| ---- | ------------- | ---- |
| 1    | Ford Cosworth | 12   |
| 2    | Ferrari       | 4    |
| 3    | Matra         | 1    |
| =    | Alfa Romeo    | 1    |

### Punti per pilota
| Pos. | Pilota            | Punti |
| ---- | ----------------- | ----- |
| 1    | Niki Lauda        | 22    |
| 2    | Jody Scheckter    | 18    |
| 3    | Patrick Depailler | 15    |
| 4    | Carlos Reutemann  | 13    |
| 5    | Jacques Laffite   | 12    |
| 6    | Ronnie Peterson   | 10    |
| 7    | Denny Hulme       | 9     |
| 8    | Clay Regazzoni    | 7     |
| 9    | James Hunt        | 6     |
| =    | Jochen Mass       | 6     |
| =    | Riccardo Patrese  | 6     |

### Punti per costruttore
| Pos. | Costruttore | Punti |
| ---- | ----------- | ----- |
| 1    | Tyrrell     | 39    |
| 2    | McLaren     | 23    |
| =    | Ferrari     | 23    |
| 4    | Brabham     | 20    |
| 5    | Ligier      | 12    |
| 6    | Lotus       | 11    |
| 7    | Arrows      | 6     |
| 8    | Shadow      | 4     |
| =    | Hesketh     | 4     |
| 10   | Parnelli    | 3     |
| 11   | Penske      | 2     |
| 12   | Lola        | 1     |
| =    | Hill        | 1     |
| =    | Copersucar  | 1     |

### Punti per motore
| Pos. | Motore        | Punti |
| ---- | ------------- | ----- |
| 1    | Ford Cosworth | 104   |
| 2    | Ferrari       | 23    |
| 3    | Matra         | 12    |
| 4    | Alfa Romeo    | 11    |